# Macizo Calcáreo

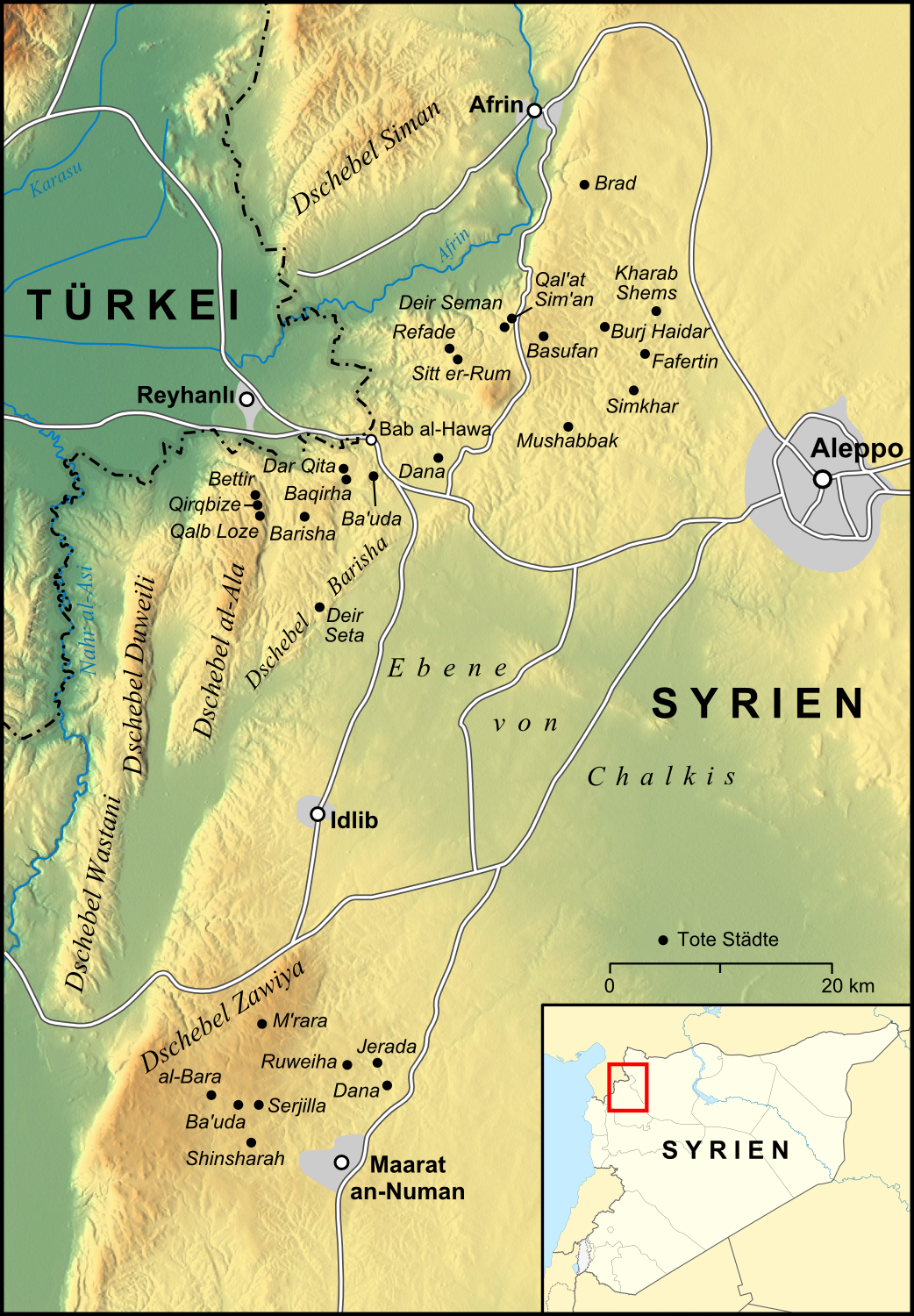
Macizo Calcáreo.

El Macizo Calcáreo (del francés, Le Massif Calcaire) o Macizo Belus es un área montañosa en la parte occidental de la Meseta de Alepo, en el norte de Siria. El macizo es conocido por albergar las Ciudades Muertas de Siria.
La denominación de Macizo Calcáreo es un nombre colectivo para denominar a tres grupos montañosos bien diferenciados: el Monte Kurdo en el norte (separados del resto por el río Afrin, al oeste de la ciudad de Afrin). El segundo grupo son las Montañas Harim (con capital en la ciudad de Harim) y el Monte Simeón. El tercer grupo, en el sur, el Monte az-Zawiya.